# Nalewka aptekarska
Nalewka aptekarska (nalewka farmaceutów) – nalewka składająca się z cytryny, cukru, mleka i spirytusu o zawartości alkoholu ok. 40%. Jest uważana za lek na niestrawność.

Przeczytaj ostrzeżenie dotyczące informacji medycznych i pokrewnych zamieszczonych w Wikipedii.